# Isepeolus
Isepeolus is een geslacht van vliesvleugelige insecten uit de familie bijen en hommels (Apidae)

## Soorten
- I. atripilis Roig-Alsina, 1991
- I. bufoninus (Holmberg, 1886)
- I. cortesi Toro & Rojas, 1968
- I. lativalvis (Friese, 1908)
- I. luctuosus (Spinola, 1851)
- I. octopunctatus (Jörgensen, 1909)
- I. septemnotatus (Spinola, 1851)
- I. smithi Jörgensen, 1912
- I. vachali Jörgensen, 1912
- I. viperinus (Holmberg, 1886)
- I. wagenknechti Toro & Rojas, 1968